# Michela Moioli
Michela Moioli, née le 17 juillet 1995 à Alzano Lombardo, est une snowboardeuse italienne spécialisée dans le boardercross. Elle est championne olympique de la discipline lors des Jeux olympiques d'hiver de 2018 et remporte à deux reprises la coupe du monde, en 2016 et en 2018.

## Carrière
Elle obtient d'abord de bons résultats sur le circuit junior : 5e aux championnats du monde juniors 2011, puis deux fois 3e, aux mondiaux juniors de 2012 et 2013.
Elle termine sixième de l'épreuve de boardercross aux Jeux olympiques d'hiver de 2014 organisés à Sotchi, en Russie. Lors de cette course, elle se blesse gravement au ligament croisé du genou. Remise de sa blessure, elle décroche notamment deux médailles de bronze aux championnats du monde de snowboard, en 2015 et en 2017.
Vainqueur de deux coupes du monde, en 2016 et en 2018, elle atteint la consécration en remportant la médaille d'or de sa spécialité aux Jeux olympiques d'hiver de 2018 à Pyeongchang, en Corée du Sud. À seulement 22 ans, elle possède déjà un important palmarès et s'annonce comme l'une des plus grandes championnes de l'histoire du snowboard.

## Palmarès

### Jeux olympiques
| Édition / Épreuve   | Snowboardcross | Snowboardcross par équipe |
| ------------------- | -------------- | ------------------------- |
| JO 2014 Sotchi      | 6e             | -                         |
| JO 2018 PyeongChang | Or             | -                         |
| JO 2022 Pekin       | 8e             | Argent                    |

### Championnats du monde
| Édition / Épreuve           | Snowboardcross | Par équipes |
| --------------------------- | -------------- | ----------- |
| Mondiaux 2013 Stoneham      | 5e             | N/A         |
| Mondiaux 2015 Kreischberg   | Bronze         | N/A         |
| Mondiaux 2017 Sierra Nevada | Bronze         | N/A         |
| Mondiaux 2019 Utah          | Bronze         | Argent      |
| Mondiaux 2021 Idre          | Argent         | Argent      |
| Mondiaux 2025 Engadine      | Or             |             |

### Coupe du monde

#### Palmarès
- 3 gros globes de cristal :
  - Vainqueur du classement snowboardcross en 2016, 2018 et 2020.
- Épreuves :
  - Individuel : (44 podiums) dont 19 victoires .
  - Équipes : 2 victoires (2 podiums).

#### Différents classements en coupe du monde
| Saison | Saison | Snowboardcross | Snowboardcross |
| Saison | Saison | Rang           | Points         |
| ------ | ------ | -------------- | -------------- |
| 2013   | 2013   | 3e             | 3170           |
| 2014   | 2014   | 27e            | 540            |
| 2015   | 2015   | 3e             | 1900           |
| 2016   | 2016   | 1re            | 5100           |
| 2017   | 2017   | 2e             | 4490           |
| 2018   | 2018   | 1re            | 8410           |
| 2019   | 2019   | 3e             | 2650           |
| 2020   | 2020   | 1re            | 5400           |
| 2021   | 2021   | 2e             | 430            |
| 2022   |        |                |                |

#### Détail des victoires
| Date             | Lieu                 | Pays      | Discipline                            |
| ---------------- | -------------------- | --------- | ------------------------------------- |
| 17 février 2013  | Sotchi               | Russie    | SBX                                   |
| 8 décembre 2013  | Montafon             | Autriche  | SBX Team Event avec Raffaella Brutto  |
| 14 mars 2015     | Veysonnaz            | Suisse    | SBX                                   |
| 6 mars 2016      | Veysonnaz            | Suisse    | SBX                                   |
| 11 février 2017  | Feldberg             | Allemagne | SBX                                   |
| 5 mars 2017      | La Molina            | Espagne   | SBX                                   |
| 26 mars 2017     | Veysonnaz            | Suisse    | SBX Team Event avec Raffaella Brutto  |
| 16 décembre 2017 | Montafon             | Autriche  | SBX                                   |
| 22 décembre 2017 | Cervinia             | Italie    | SBX                                   |
| 3 février 2018   | Feldberg             | Allemagne | SBX                                   |
| 4 février 2018   | Feldberg             | Allemagne | SBX                                   |
| 17 mars 2018     | Veysonnaz            | Suisse    | SBX                                   |
| 21 décembre 2019 | Cervinia             | Italie    | SBX                                   |
| 25 janvier 2020  | Big White            | Canada    | SBX                                   |
| 13 mars 2020     | Veysonnaz            | Suisse    | SBX                                   |
| 23 janvier 2021  | Chiesa in Valmalenco | Italie    | SBX                                   |
| 18 février 2021  | Reiteralm            | Autriche  | SBX                                   |
| 11 décembre 2021 | Montafon             | Autriche  | SBX Team Event avec Lorenzo Sommariva |
| 18 décembre 2021 | Cervinia             | Italie    | SBX                                   |
| 29 janvier 2022  | Cortina d'Ampezzo    | Italie    | SBX                                   |
| 3 mars 2024      | Sierra Nevada        | Espagne   | SBX                                   |
| 16 mars 2024     | Montafon             | Autriche  | SBX                                   |